# Dôme
Dôme is een restaurant in Antwerpen met een Michelinster.

## Geschiedenis
Dôme is een restaurant dat gedreven wordt door het echtpaar Julien Burlat (1973) en Sophie Verbeke. Burlat is Fransman en groeide op in Saint-Étienne, niet ver van Lyon. Hij werkte onder andere bij Pierre Gagnaire, toen nog in Saint-Étienne, en bij Alain Ducasse in het restaurant van het Parijse Hôtel de Crillon. Echtgenote Verbeke is afgestudeerd handelsingenieur. De sommelier De Bakker werd bekroond met de titel Eerste sommelier van België.
Sinds 2009 bezit het restaurant een Michelinster. Aan dit restaurant zijn tevens verbonden de visbistro Dôme sur Mer en de bakkerij Domestic.